# La venda (canción)
«La venda» es una canción del cantante español Miki Núñez. Fue compuesta por Adrià Salas y producida por Roger Rodés. Se publicó el 18 de enero de 2019 bajo el sello de Universal Music Spain. Fue elegida para representar a España en el Festival de la Canción de Eurovisión 2019 en una gala especial de Operación Triunfo 2018. El videoclip fue grabado en Barcelona y publicado en el mes de marzo.

## Eurovisión 2019
La canción representó a España en el 64.º Festival de Eurovisión en Tel Aviv, actuando en el puesto 26 de la final celebrada el 18 de mayo de 2019. Finalizó en la 22º posición con 54 puntos, siendo otorgados 1 por el jurado ruso (tras la anulación de 6 otorgados erróneamente por Bielorrusia) y 53 por el voto del público (puestos 25º y 14º respectivamente).